# Gustavs Celmiņš
Gustavs Celmiņš, född 1 april 1899 i Riga, död 10 april 1968 i San Antonio, Texas, var en lettisk politiker. Han blev 1932 ledare för det nationalistiska Ugunskrusts ("Eldkorset"). När detta förbjöds 1933, grundade han samma år Pērkonkrusts ("Åskkorset").
Efter Kārlis Ulmanis statskupp i maj 1934 förbjöds Pērkonkrusts och Celmiņš fängslades. Han gick i exil 1937, men återkom till Lettland när tyska trupper ockuperade landet i slutet av juni 1941. Pērkonkrusts-medlemmar, som arbetade för tyska Sicherheitsdienst, gav Celmiņš information som hann lät trycka i den underjordiska antityska tidningen Brīvā Latvija ("Fria Lettland"). Celmiņš underjordiska verksamhet avslöjades dock och han greps av Gestapo, som sände honom till koncentrationslägret Flossenbürg.
Efter andra världskriget emigrerade Celmiņš till USA. Mellan 1956 och 1958 var han bibliotekarie vid Trinity University i San Antonio. År 1959 blev han professor i ryska språk vid St. Mary's University i San Antonio.